# 本多雄一
本多 雄一（ほんだ ゆういち、1984年11月19日 - ）は、福岡県大野城市出身の元プロ野球選手（内野手、右投左打）、プロ野球コーチ。

## 経歴

### プロ入り前
1984年11月19日に福岡県大野城市で生まれた。母親は佐賀女子短期大学付属佐賀女子高等学校ソフトボール部の4番一塁手として国体やインターハイに出場した選手で、育児中も実業団でプレーを続け若楠国体で優勝した。その母親のプレーを見ていた影響で小学校1年生からODサンダースに入部してソフトボールを始め、監督の指示で左打者へ転向した。中学校時代は大野城ガッツに所属して硬式野球に転向し、主に遊撃手でプレーした。
鹿児島実業高等学校に進学し、甲子園出場は果たせなかったが二塁手として活躍。2002年春季九州大会では、決勝で樟南高を降し優勝を飾る。
卒業後は社会人野球の三菱重工名古屋に進み、都市対抗野球大会に3度出場した。2005年から二塁手に定着、4月の静岡大会では最優秀新人賞を獲得し、同年の公式戦の盗塁成功率は100パーセントだった。
2005年11月18日に行われたドラフト会議では、福岡ソフトバンクホークスから大学・社会人ドラフト5巡目指名を受け、11月26日に仮契約を結び、入団した。背番号は46。

### ソフトバンク時代

#### 2000年代
2006年は、首脳陣からの評価が高く、松田宣浩と共にルーキーでの開幕スタメンが濃厚と思われていた。しかし3月8日の東京ヤクルトスワローズとのオープン戦で3回に石井一久の投球を左手首に受けそのまま負傷交代し、福岡市内の病院で検査の結果、打撲と診断された。その後もオープン戦に出場し、開幕スタメン候補となっていたが、3月21日に開幕二軍スタートが決定した。3月27日に福岡市内の病院で再検査を受けた結果、左手首の左三角骨骨折が判明し、開幕一軍は果たせなかった。6月15日のウエスタン・リーグ対中日ドラゴンズ戦で代走でのみ出場したが、再び二軍でも欠場が続いた。約1ヵ月後の7月11日に同じく二軍の対広島東洋カープ戦で1番二塁手として実戦復帰を果たし、翌日7月12日の同カードでは今井啓介から本塁打も記録した。7月22日の球宴期間に2日間一軍全体練習に参加したが昇格は見送られた。8月1日に福岡 Yahoo! JAPANドームで行われた二軍戦で活躍し、8試合で18打数7安打、打率.389、3盗塁という成績から8月4日に初めて出場選手登録された。同日の対千葉ロッテマリーンズ戦で8番二塁手で先発出場し、5回の第2打席に渡辺俊介のシンカーを打ち返して渡辺のグラブを弾き、内野安打でプロ初安打を記録、さらに渡辺－里崎智也バッテリーから二盗を決めてプロ初盗塁も記録した。翌日8月5日の同カードでは2試合目にしてマルチヒットを達成した。8月17日の対東北楽天ゴールデンイーグルス戦で牧野塁の速球を右翼席に運び、プロ入り初本塁打、初打点を記録した。8月24日にスカイマークスタジアムで行われた対オリックス・バファローズ戦の9回同点二死満塁の場面で守護神・馬原孝浩が塩崎真を詰まらせた打球が二塁本多の前に転がり捕球直前にイレギュラーして自身の股間を通過し、サヨナラ負けを喫した（記録は安打）。8月27日の対埼玉西武ライオンズ戦では西口文也からタイムリー二塁打を放ち、代打起用での初安打・初打点を記録した。8月30日の対千葉ロッテ戦で第1打席でプロ初の三塁打で先制、2打席目は安打で出塁して得点、4打席目は1点リードの9回にダメ押しのソロ本塁打で勝利を決定付け、プロ初の猛打賞を達成した。本間満と併用される形で二塁手として最終的に31試合に先発出場した。
プレーオフ第1ステージでは全3試合に出場した。10月7日の第1戦でポストシーズン初の先発出場を果たし、松坂大輔から初安打も記録した。10月9日の第3戦は初めて6番打者として先発出場し、7回1点ビハインドの場面で同点に繋がる犠打を決めた。第2ステージでは11月11日第1試合でダルビッシュ有から四死球で2度出塁したが得点には繋がらなかった。
2007年は、自身初の開幕スタメンを果たし、開幕から正二塁手に定着した。序盤の打順は9番だったが、川﨑宗則の離脱で4月11日以降2番を打つことが多くなった。4月25日の対西武戦ではマルチ安打を記録し、相手捕手野田浩輔から自身初のマルチ盗塁を成功させた。6月27日時点ではリーグトップの17盗塁と好調だった。7月28日の対西武戦では3回にタイムリー二塁打で出塁し、許銘傑 - 細川亨バッテリーからプロ初の三盗を成功させた。7月28日から8月10日まで11試合連続安打を記録した。大村直之の左背筋痛により8月4日以降は1番打者に定着し、8月22日の対西武戦ではプロ初の1試合4安打を記録した。9月24日の対北海道日本ハムファイターズ戦で内野安打を打った際に一塁手・稲田直人と接触して首を強打して打撲、右ひざも痛めた。最終的にレギュラーシーズンではチーム最多の141試合に出場し、139試合に先発出場した。打撃では猛打賞を12度記録し、走ってはチーム最多でリーグ2位の34盗塁、4度のマルチ盗塁を記録するなど走攻守に成長を見せ飛躍の年となった。
クライマックスシリーズ第1ステージでは全3試合に出場し、10月9日第2戦では先制点に繋がる犠打、2安打1打点の活躍で勝利に貢献した。10月10日第3戦では初回無死一塁の場面で犠打を試みたが捕邪飛となり、流れを呼び込めずチームは完封負けを喫し、第1ステージ敗退となった。
2008年は、1月の自主トレ期間中に右肩の違和感を訴え、春季キャンプは途中から別メニュー調整となった。二軍では指名打者などで調整し、滑り込みで開幕は一軍で迎えた。開幕戦は途中出場となったが安打を記録した。3月22日から2番二塁手としてスタメンに復帰し、開幕5試合連続安打で5連勝に貢献した。4月4日の対千葉ロッテ戦で右肩痛を再発し、福岡市内の病院での検査に異常は無かったが出場選手登録を抹消された。5月15日に一軍昇格すると、5月16日以降は1番打者に定着した。6月19日のセ・パ交流戦、対ヤクルト戦で館山昌平からプロ初の先頭打者本塁打を記録した。交流戦ではトップの11盗塁を記録し、6月22日のセ・パ交流戦、対読売ジャイアンツ戦ではセカンドゴロ野選で決勝点をもぎ取るなどチームの交流戦初優勝に貢献した。6月27日に準本拠地である北九州市民球場で行われた対楽天戦では8回同点無死満塁のピンチで本塁封殺の好守、9回二死一三塁の場面では小山伸一郎からセンター前へプロ入り初のサヨナラタイムリー打を放った。同年同球場で行われた全3試合で安打を記録し3戦3勝に貢献した。7月27日の対千葉ロッテ戦では同点で迎えた12回に荻野忠寛からレフト前にタイムリーを放ち2度目のサヨナラ打を記録し、チームを2位に浮上させた。8月14日、8月20日に1試合4安打を記録、翌日8月21日の対西武戦では自身初の1試合5安打を記録した。またこれにより新井宏昌打撃コーチの持つ球団タイ記録の8打数連続安打に並んだ。9月2日の対日本ハム戦では6回に安打で出塁し、ダルビッシュ有のノーヒットノーランを阻止した。チームが5連敗してクライマックスシリーズ進出が危ぶまれた9月17日の対オリックス戦では完封負け目前の9回に加藤大輔から右翼スタンド中段に逆転のスリーランホームランを放ち勝利に貢献した。9月27日からは疲労による腰痛でレギュラーシーズンを全て欠場した。最終的に規定打席に到達し、自己最高の打率.291を記録した。
2009年は、オープン戦から好調を維持し、開幕を一軍で迎えた。4月5日の対オリックス戦の延長10回同点一死二塁の場面で川越英隆から前進守備のセンターを越えるサヨナラタイムリー二塁打を放った。開幕から9試合連続安打で5試合マルチヒットなど好スタートを切った。5月2日の対千葉ロッテ戦の初回に唐川侑己から左すねに死球を受けて途中交代、福岡市内の病院で打撲と診断されたが、4試合欠場し、復帰後は調子を崩し打率.231まで下げた。5月24日から11試合連続安打と徐々に調子を取り戻し、特に5月27日のセ・パ交流戦、対巨人戦では4安打と活躍した。6月21日には自身2度目の先頭打者本塁打を記録した。8月18日の対西武戦の一塁ベースカバーの際に犠打をしたヒラム・ボカチカと交錯して右足を痛め担架で運ばれ負傷交代し、福岡市内の病院で右足大腿部の打撲と診断された。8月22日から13試合連続安打など安定し、9月3日の対オリックス戦では初回と5回に伊原正樹 - 前田大輔バッテリー、7回には香月良太 - 日高剛バッテリーから二盗を成功させ、自身初の1試合3盗塁を達成した。レギュラーシーズンは137試合に正二塁手として先発出場し、自己最多となる43盗塁（チーム2位）を記録した。
クライマックスシリーズファーストステージは全2試合に1番二塁手で先発出場し、第2試合では田中将大から2安打し唯一の得点を挙げた。
オフの12月中旬に持病であった左耳慢性中耳炎の手術を行った。

#### 2010年代
2010年は、開幕を一軍で迎えたが、3月26日の対オリックス戦のショートゴロからの併殺守備の際にグレッグ・ラロッカから強烈なスライディングを受け、左側頭部から地面に落下し軽い脳震盪を起こしたが、翌日には復帰した。開幕から1番打者だったが、3月31日以降は2番打者に定着した。4月8日の対千葉ロッテ戦では3回同点の場面で川越英隆から勝ち越しツーランホームランを放ち、これが本拠地・福岡 Yahoo! JAPANドーム初本塁打となった。4月12日には打率.172という不振からスタメン落ちの話も出たが、翌日4月13日に勝ち越し打、4月16日からは4試合連続盗塁、4月21日に北九州で行われた対西武戦では、1点リードで迎えた8回二死満塁の場面で星野智樹から走者一掃の3点タイムリースリーベースを放った。さらに同日から9試合連続安打で打率.268まで回復した。5月15日のセ・パ交流戦、対ヤクルト戦8回の守備で、宮本慎也の放ったライト前への当たりを背走からダイビングキャッチして上半身をグラウンドで強打したがボールは離さずアウトにし、両軍のファン問わず神宮球場360度の拍手に包まれた。その好守もあり同試合は完封勝利となった。しかし翌日5月16日の同カードではプロ入り2度目の1試合2失策を喫した。なお猛打賞とマルチ盗塁と打では活躍し、自身の延長勝ち越し打により同試合は勝利した。5月22日のセ・パ交流戦、対広島戦では1試合3盗塁を記録した。6月5日の対広島戦では自身2度目の1試合5安打を記録した。8月28日に1996年の村松有人以来、球団8人目のシーズン50盗塁を達成した。9月22日にライバルの西武・片岡易之が怪我により59盗塁で出場選手登録を抹消されると、9月26日の対楽天戦で2つ二盗を決めて59盗塁として片岡に並び、盗塁王を獲得し、さらにフル出場により自身初のリーグ優勝をグラウンドで経験した。最終的にレギュラーシーズンは自身初の全試合出場を果たした。前年の川﨑宗則の記録を塗り替える球団記録の50犠打も達成した。猛打賞は自己最多の16回、11試合でマルチ盗塁を記録した。
クライマックスシリーズファイナルステージは全6試合に2番二塁手として先発出場し、打率.250、4盗塁4得点を残した。10月15日第2試合では初回から足でプレッシャーをかけヘイデン・ペンから2盗塁し、3回には追加点をもぎ取った。10月18日第5戦では8回2点ビハインドから安打で出塁し、ホセ・オーティズの二塁打で一塁から生還するなどチームを鼓舞した。
オフの12月6日の契約更改交渉で3,800万円アップの年俸1億1,000万円でサインした。
2011年は、開幕からレギュラーシーズン終了まで2番・二塁手で全試合にフルイニング出場した。なお、川﨑宗則、松田宣浩も同時に達成し、1チーム3人の全試合フルイニング出場は2リーグ制以後、初の記録となった。開幕から19試合連続安打と好スタートを切った。4月23日には高校時代を過ごした鹿児島県立鴨池野球場で初出場し、2安打2盗塁と活躍した。6月30日に選手間投票選抜としてオールスターゲームに初選出された。7月10日は自己最長の6試合連続盗塁を達成した。7月22日からのオールスターには3試合全てに出場、7月22日第1戦で2番・二塁手として2安打、1打点を記録、7月23日第2戦では代走で途中出場して1安打、7月24日第3戦は初回に安打で出塁して先制の走者として生還した。7月26日には球団では1997年の村松有人以来の3年連続30盗塁を達成した。7月31日には通算200盗塁を達成した。8月19日の対楽天戦では初回に球団が福岡移転後初の3年連続40盗塁を達成したが、8回の守備で代走の横川史学と交錯し、右足親指の爪をはがす怪我を負った。9月5日の2位・日本ハムとの首位攻防戦では決勝打を含む3安打の活躍で、シーズン最多タイとなる5ゲーム差と突き放した。9月21日に1956年南海ホークス・森下整鎮以来球団史上4人目、福岡移転後初となる2年連続50盗塁を達成した。9月23日には球団史上で1964年以来47年ぶりのチーム150盗塁越えに貢献した。10月18日の対オリックス戦で初回に金子千尋・鈴木郁洋のバッテリーから二盗を決め、自己最多となるシーズン60盗塁を達成した。シーズン60盗塁はパ・リーグでは1997年の松井稼頭央以来14年ぶり、球団では1973年の島野育夫以来38年ぶりとなった。二塁手としては1983年の大石大二郎と並ぶパ・リーグ最多タイ記録である。
レギュラーシーズンは自己最高の打率.305と初めて3割で終え、盗塁は2位の聖澤諒に8個差をつけ2年連続の盗塁王を単独で獲得した。さらに二塁手としてはベストナイン、三井ゴールデングラブ賞ともに初受賞した。また、リーグトップ・自己最多の53犠打を記録した。
クライマックスシリーズファイナルステージは全3試合に2番・二塁手としてフル出場した。11月4日第2戦では初回に先制点に繋がる犠打、6回には二塁打で出塁し、同点の打者として生還した。
日本シリーズも2番・二塁手として全7試合にフル出場した。11月13日第2戦では吉見一起からシリーズ初安打を記録した。11月17日第5戦では初回に先制決勝点に繋がる犠打を決めた。11月20日第7戦は自身初のチームの日本一をグラウンドで迎えた。
アジアシリーズでは11月25日の対統一セブンイレブン・ライオンズ戦で初回に先制点に繋がる犠打を決め、3回には無死一二塁での犠打がフィルダースチョイスにより同点打となった。11月29日のサムスン・ライオンズとの決勝戦では初回に四球で出塁して先制の走者として生還した。ポストシーズンは14試合にフル出場し50打数9安打で打率.180、打点0だったが、守備では無失策で終えた。
シーズンオフの12月4日、同年11月に一般女性と結婚していたことを発表した。12月6日に2012年度の選手会長就任が発表された。12月24日の契約更改交渉で9,000万円アップの年俸2億円（推定）でサインした。12月24日には大野城市民スポーツ栄誉賞を受賞した。
2012年は、3月10日の東日本大震災復興支援ベースボールマッチに日本代表に選出され、1番・二塁手で先発出場した。シーズンでは、開幕を一軍で迎え、明石健志と1、2番コンビを組み、3月31日の開幕第2戦で逆転の決勝打、開幕から7試合連続安打など好スタートを切った。しかし4月28日の試合前練習で首を痛めて練習を切り上げ、同日の試合の3回守備中に悪化して途中交代したことにより、連続フルイニング出場が293試合で途切れた。5月1日に福岡市内の病院で検査の結果、僧帽筋の筋膜炎と診断され、5月4日に出場選手登録を抹消された。5月22日に一軍に復帰し、同日の対広島戦で先発出場した。6月23日の対日本ハム戦は決勝二塁打を放ち、5点差から逆転勝利を収めた。6月30日の対楽天戦で二塁手として先発出場したが、8回の守備から公式戦でプロ入り初の遊撃手の守備についた。しかし最初の守備機会でフィルダースチョイスし、直後の4失点に繋がった。7月7日に首痛を再発し、4試合欠場した。9月2日の対日本ハム戦では初回に安打で出塁し、先制の走者として生還したが、9回裏1点ビハインド二死二三塁の場面では捕邪飛に倒れたことでチームの自力優勝の可能性が消滅した。レギュラーシーズンでは首痛の影響もあり打率・盗塁ともに大幅に成績を落としたが、123試合中122試合に先発出場した。パ・リーグの二塁手としては失策数は最少の7個、守備率は990で2年連続1位となり、ゴールデングラブ賞を2年連続で受賞した。
クライマックスシリーズファーストステージでは全3試合にフル出場し、10月13日第1戦は三塁打で出塁して追加点の走者として生還して勝利に貢献した。10月15日第3戦では4回に先制点に繋がる犠打、8回には二塁打から得点し、ファイナルステージ進出に貢献した。2試合ともに1点差の勝利で結果的に本多の得点が決め手となった。
ファイナルステージでは全3試合に出場し、10月17日第1戦で猛打賞を記録したが、10月19日第3戦の4回の守備でファールフライをダイビングキャッチした際にフェンスに顔面から激突して首を痛めて担架で運ばれ負傷交代し、札幌市内の病院で検査の結果、頚椎捻挫と診断された。
シーズンオフの11月6日に、「侍ジャパンマッチ2012「日本代表 VS キューバ代表」」の日本代表が発表され 代表入りした。全2試合に出場した。
12月4日に、第3回WBC日本代表候補選手34人が発表され 候補入りした。
2013年2月20日に、第3回WBC日本代表選手28人が発表され 代表入りした。第1ラウンドは3月3日の対中国代表戦で9回に二塁守備から初出場した。3月6日の対キューバ代表戦では代打から四球で出塁し得点を記録した。第2ラウンドは3月8日の対チャイニーズタイペイ代表戦では8回1点ビハインドから代走で起用され同点の走者として生還した。最終的に、この大会では4試合・2打席に終わった。
開幕戦の対楽天戦（福岡ヤフオク!ドーム）では「1番・二塁手」としてスタメン出場。7回裏に高堀和也からプロ入り初の満塁本塁打を記録した。開幕戦での満塁本塁打は日本プロ野球史上20本目、パ･リーグ8人目、球団では1995年のケビン・ミッチェル以来5本目となった。新外国人を除く、前年0本塁打の打者による開幕戦満塁本塁打は72年ぶりプロ野球史上3人目となった。打率.194（93打数18安打）という打撃不振により4月28日からの2試合でスタメン落ちした。4月18日、5月2日に2度の反則打球を犯した。5月11日の対西武戦では鹿児島県立鴨池野球場で同年初の猛打賞を記録し、打率.238まで回復させた。5月14日の試合前に首痛を発症し、以降4試合を欠場し、5月19日に復帰したが8試合は控え起用となった。7月17日に左腰背部痛により出場選手登録を抹消された。8月13日に一軍へ復帰し、正二塁手へ戻った。9月28日の対西武戦で1000安打を達成した。最終的には故障の影響もあり120試合（先発105試合）の出場にとどまったが、規定打席に到達し「打率.283、22盗塁」で終えた。
シーズンオフの12月26日の契約更改交渉で年俸1億8,000万円で固定制の3年契約を結んだ。
2014年は、正二塁手として開幕を一軍で迎えた。5月17日に通算200犠打を達成した。5月20日のセ・パ交流戦、対広島戦で史上28人目の通算300盗塁を達成した。5月26日に1000試合出場を達成した。7月29日に郡山総合運動場開成山野球場で行われた対楽天戦で自身3度目の1試合5安打（5打席）を記録した。8月2日の対日本ハム戦の8回1点ビハインド一死一二塁の場面で宮西尚生から左手に死球を受けて負傷退場し、札幌市内の病院で検査の結果、左手第4指基節骨亀裂骨折と診断された。翌8月3日に出場選手登録を抹消され、そのままレギュラーシーズンを終えた。
CSには間に合わず、10月22日のみやざきフェニックスリーグ対千葉ロッテ戦で実戦復帰した。一軍にも復帰し、日本シリーズは全5試合に途中出場した。10月29日第4戦では延長10回同点無死一塁の場面でのバントが捕手・藤井彰人の野手選択を呼び、これにより安藤優也は降板、中村晃のサヨナラスリーランホームランによりチームは日本一へ王手をかけた。10月30日第5戦は途中出場で二塁を守り日本一の瞬間をグラウンドで迎えた。
2015年は、オープン戦ではプロ1年目以来となる遊撃手としての先発出場を果たした。オープン戦では打撃で結果を残し、正二塁手として開幕を一軍で迎えが、13試合で打率.143と不振に陥り、4月12日の対日本ハム戦（熊本）でセーフティバントを試み一塁を駆け抜けた際に右足首を痛めて負傷交代、福岡市内の病院で精密検査の結果、右足関節捻挫と診断され、4月13日に出場選手登録を抹消された。7月4日に復帰を果たしたものの、復帰後も明石健志、川島慶三、髙田知季らと併用となり、出場機会を確保できず、61試合（先発40試合）の出場にとどまった。
2016年は、「2番・二塁手」として開幕スタメン。7月28日に右腰の張りで出場選手登録を抹消される。8月19日の対日本ハム戦で一軍に復帰。最終的に、110試合出場（うち92試合先発）で、3年ぶりに出場試合数が100試合以上となり、復調傾向を印象付けた。
シーズンオフの11月5日、FA権を行使せず残留することを表明した。12月21日、契約交渉に臨み、現状維持の年俸1億8,000万円（金額は推定）の2年契約でサインした。
2017年は、3月31日のロッテとの開幕戦にスタメンで今季初出場。8回裏にセンター前に決勝点となる適時打を放ち、開幕戦勝利の立役者となる。明石健志、川島慶三に加え、今季から6年振りチームに復帰した川﨑宗則とセカンドのポジション争うが、40試合で打率.189と低迷し6月1日に一軍登録を抹消される。6月下旬に首痛を発症しリハビリ組での調整となる。7月7日のウエスタン・リーグ対中日戦で実戦復帰したが、一軍再昇格は8月22日にずれ込んだ。8月23日の復帰2戦目の対西武戦で復帰後初安打となる適時二塁打を放ち、9月10日の対ロッテ戦では、センター前適時打を含む4月18日以来、今季4度目となるマルチ安打を記録するなど、62試合の出場にとどまり成績も不振だったが、直向きな姿勢でチームのリーグ優勝に貢献した。
楽天とのクライマックスシリーズファイナルステージでは、10月20日の第3戦にスタメンで出場。日本シリーズに進出する。横浜DeNAベイスターズとの日本シリーズでは、10月28日の第1戦でベンチスタートとなったが出場機会はなく、2戦目以降はベンチ登録から外れた。
2018年は、オープン戦から逆方向への本塁打を放つなど打撃好調で開幕をスタメンで迎えるも、5月29日に二軍に降格。その後昇格することはなく、10月1日に引退を発表した。引退の理由としては首の痛みを挙げており、本人によると2018年から特に痛みによるプレイへの悪影響が目立ったという。引退会見の最後に同級生の長谷川勇也が花束を持って現れると、たまらず大粒の涙を流した。10月6日の西武戦での引退試合では1番セカンドでスタメンフル出場。1打席目齊藤大将と対戦し遊ゴロ、2打席目は四球で出塁すると、続く2番上林誠知の打席の初球に盗塁を試みるもこれが死球となり、通算343個目の盗塁は幻となった。3打席目は十亀剣の前に三振、7回の4打席目に武隈祥太からライト線にスリーベースヒットを放ち、8回の現役最終打席の5打席目には今井達也から左中間にツーベースヒットを放った。11月30日、任意引退公示された（日本プロ野球12球団における平成最後の任意引退選手）。

### 現役引退後

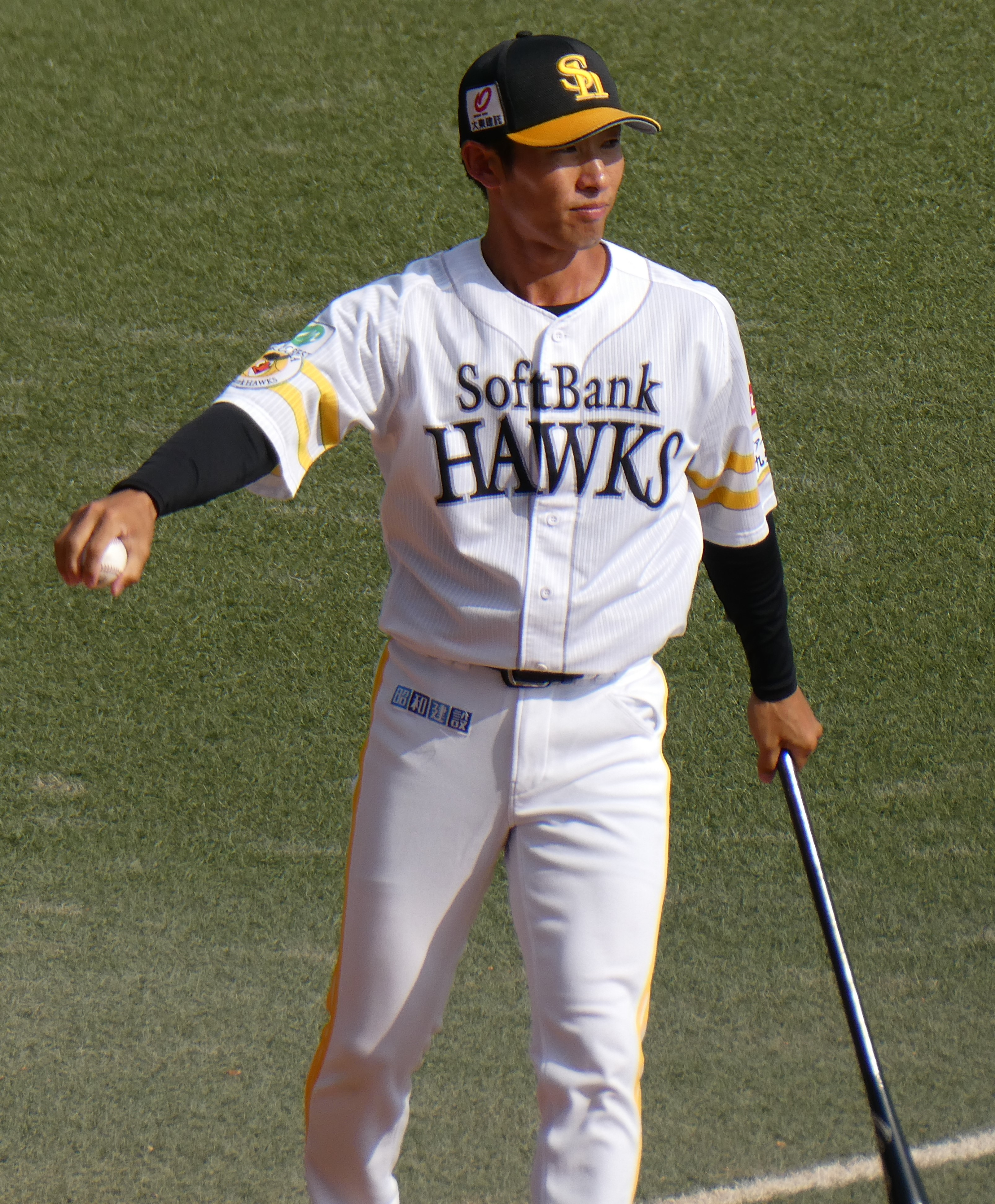
福岡ソフトバンク⼆軍内野守備⾛塁コーチ時代
（2023年7月29日、タマホームスタジアム筑後にて）

引退後、2019年からはソフトバンクの一軍内野守備走塁コーチを担当することが発表され、11月10日に就任会見を行った。背番号は80。その後、宮崎市で行われている宮崎秋季キャンプからチームに合流した。しかし秋季キャンプまでに新しいユニフォームが間に合わず、当キャンプのみ背番号46のユニフォームを着用した。
2020年には、周東佑京が盗塁王に輝くなど、チーム盗塁数はリーグトップをマークし、同年のリーグ優勝、日本一に貢献した。
2023年は二軍内野守備走塁コーチを担当。2024年からは再び一軍に戻り、一軍内野守備走塁兼作戦コーチを務める。

## 選手としての特徴

### 守備・走塁
走攻守を高いレベルで備えることを特徴とする。最大の持ち味は走塁面で、プロ入り前の50メートル走のタイムが5秒9、一塁到達3.78秒を記録する俊足を誇る。果敢に次の塁を狙い、通算盗塁成功率76.7パーセントを記録している（2014年シーズン終了時点）。2010年、2011年と、盗塁王に2回輝いており、200打席以上立ったシーズンはすべて、「20盗塁以上」を記録している。
守備では主に二塁手として起用される。遠投110メートルの強肩。守備範囲の広さに定評があり、堅実なグラブさばきを見せる。2010年には得点換算でリーグトップクラスの数値を残し、2012年には二塁守備で両リーグトップとなるUZR14.9を記録した。
2013年のWBCコーチを務めた高代延博は「（捕球までの）準備がものすごく遅い」と守備を酷評したが、対台湾代表戦など走塁判断は高く評価している。
遊撃手としてはプロ1年目2006年3月2日のオープン戦以降3試合に先発出場、2年目は春季キャンプの紅白戦で守備に付いており、2011年時点でも守備練習は行っていた。2012年6月30日の試合途中に公式戦で初めて守備についたが、フィルダースチョイスから失点に繋がり、以後は二塁手に戻った。鳥越裕介内野守備走塁コーチの提案により、2015年のオープン戦では遊撃手としても出場した。
三菱重工名古屋時代は外野も守れるユーティリティープレイヤーだった。

### 打撃
打撃面ではシュアで粘り強いバッティングを見せる。プロ1年目から「今のバッターは筋肉を付けて振り回すのが多いけど、珍しく柔らかい」と王貞治監督に柔軟なバット捌きを評価されていた。2006年秋には新井宏昌一軍打撃コーチ、秋山幸二一軍総合コーチから打席で無駄な動きをなくすシンプルなスタイルに変えるよう徹底指導を受けた。2007年に川﨑宗則の離脱により苦肉の策として2番打者に起用され、様々な事を要求される打順に当初は自身もパニック状態となったが、王監督のアドバイスで役割を果たせるようになった。
バントの際、左足をバッターボックスのライン上ギリギリまで踏み込む癖があり、2013年4月18日の対楽天戦では、無死一塁の場面でバントを試みて投球をバットに当てた際に左足がバッターボックスから完全にはみ出し、球審の友寄正人は反則打球としてアウトを宣告した。同年5月2日の対西武戦でも一死三塁の場面でスクイズを試みて投球をバットに当てたが、同様に左足がはみ出していたため、球審の敷田直人は反則打球を宣告し、試合は二死三塁から再開した。

## 人物
愛称はポン、ポンちゃんなど。
プロ指名後の12月に同期入団松田宣浩の二塁手コンバートが検討されていたことからライバルに指名し、川﨑宗則との二遊間を組むことを目標に掲げていた。
2011年までソフトバンクでチームメイトだった杉内俊哉は、大野城ガッツ及び鹿児島実業の先輩にあたりプロ入り前から交流がある。
2008年オフの野球教室では海外FAでの将来的なメジャー挑戦志向があることを明らかにした。
2008年終盤の故障をきっかけに2009年1月から母親の実家があり嬉野温泉もある佐賀県嬉野市で自主トレを行っている。その縁で2012年1月10日に嬉野市観光大使にも任命された。
なお、現役を退いた2018年以降も嬉野市観光大使として活躍している。
ホークスで同僚だった大隣憲司と生年月日が同じである。

## 詳細情報

### 年度別打撃成績
| 年 度      | 球 団        | 試 合 | 打 席 | 打 数 | 得 点 | 安 打 | 二 塁 打 | 三 塁 打 | 本 塁 打 | 塁 打 | 打 点 | 盗 塁 | 盗 塁 死 | 犠 打 | 犠 飛 | 四 球 | 敬 遠 | 死 球 | 三 振 | 併 殺 打 | 打 率 | 出 塁 率 | 長 打 率 | O P S |
| ---------- | ------------ | ----- | ----- | ----- | ----- | ----- | -------- | -------- | -------- | ----- | ----- | ----- | -------- | ----- | ----- | ----- | ----- | ----- | ----- | -------- | ----- | -------- | -------- | ----- |
| 2006       | ソフトバンク | 37    | 112   | 102   | 13    | 25    | 7        | 2        | 2        | 42    | 8     | 2     | 0        | 5     | 0     | 5     | 0     | 0     | 28    | 0        | .245  | .280     | .412     | .692  |
| 2007       | ソフトバンク | 141   | 612   | 550   | 62    | 151   | 25       | 5        | 2        | 192   | 42    | 34    | 13       | 23    | 2     | 35    | 0     | 2     | 112   | 5        | .275  | .319     | .349     | .668  |
| 2008       | ソフトバンク | 107   | 489   | 454   | 53    | 132   | 14       | 3        | 3        | 161   | 38    | 29    | 13       | 6     | 4     | 23    | 0     | 2     | 75    | 1        | .291  | .325     | .355     | .680  |
| 2009       | ソフトバンク | 137   | 622   | 554   | 72    | 145   | 32       | 4        | 1        | 188   | 41    | 43    | 10       | 18    | 2     | 44    | 0     | 4     | 95    | 5        | .262  | .320     | .339     | .659  |
| 2010       | ソフトバンク | 144   | 651   | 564   | 88    | 167   | 21       | 10       | 3        | 217   | 39    | 59    | 21       | 50    | 3     | 29    | 1     | 5     | 81    | 8        | .296  | .334     | .385     | .719  |
| 2011       | ソフトバンク | 144   | 633   | 522   | 84    | 159   | 19       | 7        | 0        | 192   | 43    | 60    | 17       | 53    | 4     | 53    | 0     | 1     | 78    | 4        | .305  | .367     | .368     | .735  |
| 2012       | ソフトバンク | 123   | 536   | 480   | 52    | 118   | 15       | 4        | 0        | 141   | 31    | 34    | 7        | 14    | 4     | 37    | 0     | 1     | 65    | 6        | .246  | .299     | .294     | .593  |
| 2013       | ソフトバンク | 120   | 471   | 406   | 56    | 115   | 12       | 4        | 2        | 141   | 37    | 22    | 6        | 19    | 2     | 42    | 1     | 2     | 62    | 1        | .283  | .352     | .347     | .699  |
| 2014       | ソフトバンク | 94    | 398   | 344   | 51    | 100   | 12       | 6        | 0        | 124   | 21    | 23    | 6        | 16    | 3     | 33    | 2     | 2     | 47    | 10       | .291  | .353     | .360     | .714  |
| 2015       | ソフトバンク | 61    | 174   | 158   | 17    | 36    | 8        | 0        | 0        | 44    | 4     | 5     | 4        | 6     | 0     | 9     | 0     | 1     | 36    | 2        | .228  | .274     | .278     | .552  |
| 2016       | ソフトバンク | 110   | 388   | 332   | 52    | 93    | 9        | 1        | 1        | 107   | 27    | 23    | 7        | 19    | 3     | 33    | 0     | 1     | 51    | 6        | .280  | .344     | .322     | .666  |
| 2017       | ソフトバンク | 62    | 143   | 122   | 12    | 26    | 6        | 0        | 0        | 32    | 8     | 3     | 2        | 9     | 0     | 12    | 0     | 0     | 20    | 2        | .213  | .284     | .262     | .546  |
| 2018       | ソフトバンク | 33    | 101   | 85    | 15    | 22    | 3        | 2        | 1        | 32    | 8     | 5     | 1        | 5     | 3     | 8     | 0     | 0     | 17    | 1        | .259  | .313     | .376     | .689  |
| 通算：13年 | 通算：13年   | 1313  | 5330  | 4673  | 627   | 1289  | 183      | 48       | 15       | 1613  | 347   | 342   | 107      | 243   | 30    | 363   | 4     | 21    | 767   | 51       | .276  | .329     | .345     | .674  |

- 各年度の太字はリーグ最多

### WBCでの打撃成績
| 年 度 | 代 表 | 試 合 | 打 席 | 打 数 | 得 点 | 安 打 | 二 塁 打 | 三 塁 打 | 本 塁 打 | 塁 打 | 打 点 | 盗 塁 | 盗 塁 死 | 犠 打 | 犠 飛 | 四 球 | 敬 遠 | 死 球 | 三 振 | 併 殺 打 | 打 率 | 出 塁 率 | 長 打 率 |
| ----- | ----- | ----- | ----- | ----- | ----- | ----- | -------- | -------- | -------- | ----- | ----- | ----- | -------- | ----- | ----- | ----- | ----- | ----- | ----- | -------- | ----- | -------- | -------- |
| 2013  | 日本  | 4     | 2     | 1     | 2     | 0     | 0        | 0        | 0        | 0     | 0     | 0     | 0        | 0     | 0     | 1     | 0     | 0     | 0     | 0        | .000  | .500     | .000     |

### 年度別守備成績
| 年 度 | 球 団        | 二塁  | 二塁  | 二塁  | 二塁  | 二塁  | 二塁     | 遊撃  | 遊撃  | 遊撃  | 遊撃  | 遊撃  | 遊撃     |
| 年 度 | 球 団        | 試 合 | 刺 殺 | 補 殺 | 失 策 | 併 殺 | 守 備 率 | 試 合 | 刺 殺 | 補 殺 | 失 策 | 併 殺 | 守 備 率 |
| ----- | ------------ | ----- | ----- | ----- | ----- | ----- | -------- | ----- | ----- | ----- | ----- | ----- | -------- |
| 2006  | ソフトバンク | 36    | 69    | 87    | 1     | 12    | .994     | -     | -     | -     | -     | -     | -        |
| 2007  | ソフトバンク | 140   | 296   | 405   | 8     | 77    | .989     | -     | -     | -     | -     | -     | -        |
| 2008  | ソフトバンク | 105   | 271   | 311   | 8     | 61    | .986     | -     | -     | -     | -     | -     | -        |
| 2009  | ソフトバンク | 137   | 323   | 420   | 8     | 82    | .989     | -     | -     | -     | -     | -     | -        |
| 2010  | ソフトバンク | 144   | 415   | 408   | 11    | 92    | .987     | -     | -     | -     | -     | -     | -        |
| 2011  | ソフトバンク | 144   | 346   | 386   | 6     | 75    | .992     | -     | -     | -     | -     | -     | -        |
| 2012  | ソフトバンク | 123   | 325   | 369   | 7     | 70    | .990     | 1     | 0     | 0     | 0     | 0     | ----     |
| 2013  | ソフトバンク | 120   | 290   | 404   | 9     | 72    | .987     | -     | -     | -     | -     | -     | -        |
| 2014  | ソフトバンク | 94    | 199   | 305   | 6     | 45    | .988     | -     | -     | -     | -     | -     | -        |
| 2015  | ソフトバンク | 56    | 97    | 115   | 4     | 22    | .981     | 1     | 0     | 0     | 0     | 0     | ----     |
| 2016  | ソフトバンク | 107   | 217   | 258   | 5     | 53    | .990     | -     | -     | -     | -     | -     | -        |
| 2017  | ソフトバンク | 57    | 90    | 102   | 1     | 11    | .995     | -     | -     | -     | -     | -     | -        |
| 2018  | ソフトバンク | 30    | 36    | 69    | 1     | 12    | .991     | -     | -     | -     | -     | -     | -        |
| 通算  | 通算         | 1293  | 2974  | 3639  | 75    | 684   | .989     | 2     | 0     | 0     | 0     | 0     | ----     |

- 各年度の太字はリーグ最高
- 太字年はゴールデングラブ賞受賞

### タイトル
- 盗塁王：2回（2010年、2011年）

### 表彰
- ベストナイン：1回（2011年）
- ゴールデングラブ賞：2回（2011年 ‐ 2012年）
- JA全農Go・Go賞：1回（好捕賞：2009年7月）
- 大野城市民スポーツ栄誉賞（2011年）
- ヤナセ・福岡ソフトバンクホークスMVP賞：1回 （2010年[236]）

### 記録
初記録
- 初出場・初先発出場：2006年8月4日、対千葉ロッテマリーンズ14回戦（千葉マリンスタジアム）、8番・二塁手で先発出場
- 初打席：同上、3回表に渡辺俊介から三塁ゴロ
- 初安打：同上、5回表に渡辺俊介から投手内野安打
- 初盗塁：同上、5回表に二盗（投手：渡辺俊介、捕手：里崎智也）
- 初犠打：2006年8月15日、対東北楽天ゴールデンイーグルス13回戦（フルキャストスタジアム宮城）
- 初本塁打・初打点：2006年8月17日、対東北楽天ゴールデンイーグルス15回戦（フルキャストスタジアム宮城）、3回表に牧野塁から右越ソロ

節目の記録
- 200盗塁：2011年7月31日、対北海道日本ハムファイターズ11回戦（福岡Yahoo! JAPANドーム）、1回裏に二盗（投手：武田勝、捕手：大野奨太）※史上71人目
- 250盗塁：2012年8月11日、対東北楽天ゴールデンイーグルス14回戦（福岡Yahoo! JAPANドーム）、6回裏に二盗（投手：ケルビン・ヒメネス、捕手：嶋基宏）※史上43人目
- 1000安打：2013年9月28日、対埼玉西武ライオンズ22回戦（福岡 ヤフオク!ドーム）、4回裏に岡本洋介から右前2点適時打 ※史上275人目
- 200犠打：2014年5月17日、対オリックス・バファローズ7回戦（京セラドーム大阪）、10回表に平野佳寿から投犠打 ※史上35人目
- 300盗塁：2014年5月20日、対広島東洋カープ1回戦（福岡 ヤフオク!ドーム）、5回裏に二盗（投手：西原圭大、捕手：白濱裕太）※史上28人目
- 1000試合出場：2014年5月26日、対中日ドラゴンズ2回戦（ナゴヤドーム）、9番・二塁手で先発出場 ※史上462人目

その他の記録
- 6試合連続盗塁：2011年7月10日 - 7月16日
- オールスターゲーム出場：1回（2011年）

### 背番号
- 46（2006年 - 2018年）
- 80（2019年 - ）

### 登場曲
- 「WAVE YOUR HANDS」MEGARYU（2006年）
- 「何度でも」DREAMS COME TRUE（2007年 - 2009年、2011年 - ）
- 「Knock You Down」Keri Hilson（2009年 - 2011年、2013年）
- 「Love In This Club feat. Young Jeezy」Usher（2009年）
- 「Fire Burning」Sean Kingston（2010年）
- 「遥かな人へ」髙橋真梨子（2010年、2013年）
- 「Got Your Back feat. Keri Hilson」T.I.（2010年 - 2011年）
- 「On The Floor feat. Pitbull」Jeniffer Lopez（2011年）
- 「Hey Baby」Pitbull（2011年）
- 「iYiY feat. Flo Rida」Cody Simpson（2011年）
- 「Papi」Jennifer Lopez（2011年）
- 「Whip It」Nicki Minaj（2012年）
- 「Higher」The Saturdays（2012年）
- 「輝く月のように」Superfly（2012年 - 2013年）
- 「Turn All The Lights On」T-Pain feat. Ne-Yo（2012年 - 2013年）
- 「Mr.Saxobeat」Alexandra Stan（2012年 - 2013年）
- 「Roly-Poly」T-ARA（2013年）
- 「Let It Go」Idina Menzel（2014年）
- 「ONLY YOU(獨一無二)」SHOW（2014年）
- 「桜島」長渕剛（2017年）
- 「Echo」Pep & Rash and Polina（2017年）

### 代表歴
- 2013 ワールド・ベースボール・クラシック日本代表

## 関連情報

### CM出演
- アサヒビール（2012年[238]、2013年[239]、2014年[240]）
- 日本航空（2013年[241]）
- ベスト電器（2009年[242]）
- ソフトバンクモバイル
- 福岡中央銀行（2011年[243]、2012年、2013年、2015年[244]）
- 福岡市営地下鉄（2012年[245]、2013年）

### 写真集
- 本多本 素顔の本多雄一（2010年2月22日、ソフトバンククリエイティブ社） ISBN 4-7973-5792-4[246]
- 福岡ソフトバンクホークス 本多本 Vol.2（2013年5月31日、ジャパンプリント） ASIN B00CSXD5FO